# Макс Йозеф Ремер
Макс Йозеф Ремер (нім. Max Joseph Roemer, 1791–1849) — німецький ботанік.

## Біографія
Макс Йозеф Ремер народився у 1791році.
Він служив як Landrichter (суддя) в баварському місті Ауб, після чого працював приватним вченим у Вюрцбурзі.
Він зробив значний внесок у ботаніку, описавши багато видів насінних рослин.
Макс Йозеф Ремер помер у 1849 році.

## Наукова діяльність
Макс Йозеф Ремер спеціалізувався на насіннєвих рослинах.

## Наукові праці
- Familiarum Naturalium Regni Vegetabilis Synopses Monographicae seu Enumeratio Omnium Plantarum hucusque Detectarum Secundum Ordines Naturales, Genera et Sepcies Digestarum, Additas Diagnosibus, Synonymis, Novarumque vel Minus Cognitarum Descriptionibus Curante M. J. Roemer. Fasc. i [-iv]… Vimarieae, M.Roem. [Weimar], 1º 14 Sept—15 Okt 1846, 2º Dez 1846, 3º Apr 1847, 4º Mai—Okt 1847.